# 켈트 신화
켈트 신화는 고대 켈트족이 믿던 켈트 다신교와 관련된 신화이다. 철기 시대에 존속하고 있던 갈리아나 켈트 이베리아와 같은 유럽 대륙의 부족들은 동시대의 고대 로마와는 다른 다신교를 숭배하고 있었다. 그러나 이들의 신앙은 로마 제국의 팽창과 기독교의 전파로 인해 점차 사라지게 되었고, 중세에 들어서자 고이델어와 브리소닉어의 사용자들 사이에서 잊혀진 옛 조상의 신앙으로만 여겨지게 되었다.

## 개요

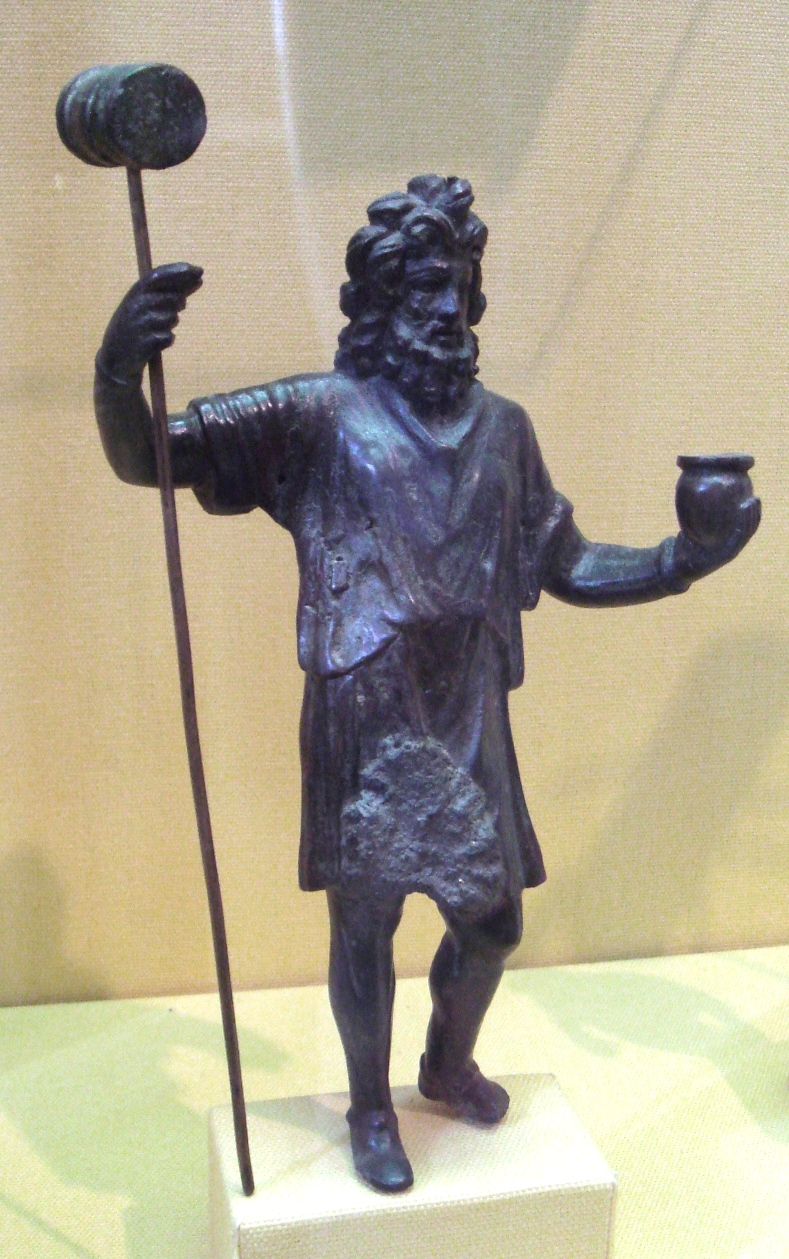
켈트 신화의 수켈루스

켈트 족이 유럽 대륙의 상당 수를 차지하고 있던 때조차 그들은 중앙집중적인 정치 세력을 형성하거나 통합된 적이 없다. 때문에 켈트 다신교 역시 부족간에 다양한 편차를 보였다. 켈트 신화에는 300이 넘는 신의 이름이 등장하며, 그들 중에는 루 라바다와 같이 여러 이름으로 변형되는 존재도 등장한다. 로마 신화의 신과 대응되는 신들이 있는가 하면 아주 작은 집단에서만 숭배되었던 신들도 존재한다. 또한 비슷한 성격의 신들은 점차 동일한 신으로 여겨지기도 하였다.
켈트 신화에 등장하는 신들의 본성과 능력은 그들의 이름에서 연역할 수 있으며 후기에는 로마 신화의 대응하는 신들의 도상을 빌려 표현되기도 하였다. 켈트어파에 속하는 여러 언어에서 동일한 특성을 지니는 신의 이름들을 발견할 수 있다. 오늘날 알려진 켈트 신화는 다음과 같다.
- 게일 신화
- 브리튼 신화

## 역사적 자료
1897년 리옹에서 발견된 콜리니 달력에는 달의 이름으로 켈트 신화의 신들이 적혀있다. 율리우스 카이사르는 《갈리아 전쟁기》에서 드루이드들이 자신들만의 종교와 관련한 기록을 지니고 있었다고 쓰고 있다. 로마 제국이 갈리아와 브리타니아를 점령하여 속주로 만든 후 켈트 신화의 신들은 로마의 것으로 대체되었다.
- 자세히 : 켈트 다신교

## 같이 보기
- 반시 (요정)
- 켈트 기독교
- 어부왕
- 트리스켈리온
- 노르드 신화